# Agàrzia
Agàrzia (en rus: Агарзя) és un poble del krai de Perm, a Rússia, que en el cens del 2010 tenia 12 habitants. Es troba a 27 km a l'est de Txernuixka.